# L'esperimento del dottor K.
L'esperimento del dottor K. (The Fly) è un film horror fantascientifico in CinemaScope del 1958. Diretto da Kurt Neumann, è tratto dal racconto La mosca (The Fly, 1957) di George Langelaan.
Il film ebbe due seguiti, dando origine ad una trilogia cinematografica interpretata da Vincent Price, con La vendetta del dottor K. (Return of the Fly, 1959) e La maledizione della mosca (Curse of the Fly, 1965). Mentre il film del 1958 era stato girato a colori, i suoi seguiti La vendetta del dottor K. e La maledizione della mosca furono girati ambedue in bianco e nero. La trilogia, poi, ispirò due remake, La mosca (The Fly) nel 1986, diretto da David Cronenberg, e La mosca 2 nel 1989, diretto da Chris Walas. Il titolo italiano sembra derivare dal fatto che, nonostante il film fosse ispirato a un racconto di George Langelaan, il tema dell'uomo-insetto ricordasse molto l'opera La metamorfosi di Franz Kafka, da cui l'idea del "dottor K."

## Trama
Helene Delambre, sconvolta, confessa al cognato François, alla polizia e all'ispettore Charas di avere ucciso suo marito André schiacciandogli la testa e un braccio con una pressa idraulica. Inizialmente, la donna sembra aver perso la ragione e non fornisce alcun motivo per il suo gesto. Tuttavia, il cognato nota un certo nervosismo nel comportamento di Helene alla presenza di una mosca, e dopo aver parlato con Philippe (il giovane figlio della coppia) le fa credere di aver trovato la mosca che ella cercava. La donna allora crolla, e racconta una storia che ha dell'inverosimile: André Delambre aveva realizzato un teletrasportatore, una macchina in grado di scomporre la materia trasferendola nello spazio per ricomporla altrove. Lo scienziato, dopo avere constatato che il congegno funzionava sugli oggetti, aveva deciso di sperimentarla su sé stesso convinto che fosse possibile smaterializzare e teletrasportare con la stessa facilità anche i corpi umani. Mentre si era accinto ad entrare nell'abitacolo della macchina, l'uomo non aveva fatto caso a una mosca che era entrata con lui. L'esperimento si era trasformato in una tragedia: nella cabina di arrivo si erano materializzati un uomo con la testa e una zampa dell'insetto e un insetto con una minuscola testa e un braccio dell'uomo.
Delambre, dopo aver celato l'aspetto mostruoso alla moglie nella vana speranza di trovare un rimedio, e aver chiesto alla moglie di cercare in casa una mosca particolare con una piccola testa bianca e una zampa bianca più piccola, l'aveva scongiurata di ucciderlo per porre fine alla sua disperazione e distruggere il laboratorio, preoccupato che i risultati del suo esperimento potessero finire nelle mani sbagliate. La polizia non crede alla confessione di Helene e la incrimina per omicidio. Soltanto più tardi Philippe riferisce allo zio François di aver trovato la bizzarra mosca dalla testa bianca in giardino, e quest'ultimo si precipita ad avvertire l'ispettore che, nonostante la riluttanza, decide di seguirli. Fatto rientrare il ragazzino, si accorgono di una flebile voce che invoca aiuto. Atterriti, scoprono la "mosca uomo" imprigionata senza scampo in una ragnatela con un ragno che sta per divorarla. Nel vano tentativo di salvare la mosca umana, Charas schiaccia con un sasso il ragno travolgendo anche la mosca. Dopo ciò, l'ispettore sconvolto comprende che il folle esperimento si è compiuto davvero, ma ben sapendo che, morta la mosca, nessuno avrebbe mai creduto alla loro testimonianza, farà concludere le indagini stabilendo che si è trattato di un suicidio, scagionando così la donna.

## Produzione

### Sviluppo
Il produttore-direttore Kurt Neumann scoprì il racconto breve di George Langelaan leggendolo sulla rivista Playboy. Lo mostrò a Robert L. Lippert, capo della divisione riservata ai B-movie della 20th Century Fox, lo studio Regal Pictures. Il film sarebbe dovuto uscire per la Regal, ma invece alla fine fu distribuito nei cinema come una pellicola "ufficiale" della Fox.
Lippert assunse James Clavell per l'adattamento sul grande schermo del racconto di Langelaan. Come ricordato da Harry Spalding, il copione fu la "migliore prima stesura che avesse mai visto", e necessitò soltanto alcune piccole modifiche di poco conto.
L'adattamento rimase in gran parte fedele all'opera di Langelaan, tranne che per l'ambientazione della storia, spostata dalla Francia al Canada, e per il lieto fine al posto del più cupo finale originale che includeva un suicidio.

### Casting
Lippert tentò di scritturare Michael Rennie e Rick Jason per il ruolo di André Delambre, prima di scegliere il misconosciuto David Hedison (accreditato come "Al Hedison" sullo schermo). Il costume da mosca di Hedison comprendeva una testa in gomma da 9 chili di peso, che fece dichiarare all'attore: «Cercare di recitare con quella addosso era come tentare di suonare il pianoforte con dei guantoni da pugilato». Hedison non fu mai contento del trucco, ma il truccatore Ben Nye fu invece molto soddisfatto del risultato, scrivendo anni dopo che nonostante i molti altri film science-fiction ai quali lavorò, "non riuscì mai più a superarsi rispetto a quanto realizzato per L'esperimento del dottor K.".
Anni dopo, Vincent Price ricordò che l'atmosfera sul set fu alquanto ilare durante le riprese: «Stavamo interpretando questo tipo di scena filosofica, e ogni volta che quella vocina [della mosca] diceva: «Aiuto! Aiuto!», scoppiavamo semplicemente a ridere. È stato terribile. Ci sono volute circa 20 riprese per girare finalmente la scena».

### Riprese
Le riprese durarono diciotto giorni in totale.
il budget era di $480,000.

## Distribuzione
Distribuito dalla Twentieth Century Fox Film Corporation, il film venne presentato in prima a San Francisco il 16 luglio 1958. Il 29 agosto, ne venne fatta una presentazione anche sulla costa orientale, a New York.

## Accoglienza

### Critica
Il film fu considerato un capolavoro dell'horror fantascientifico; sono state lodate in particolare la performance di Vincent Price e l'originalità della trama, nonché la macabra sequenza finale in cui appare una mosca con la testa d'uomo. L'esperimento del dottor K. detiene il 95% di recensioni positive, certificato fresh, su Rotten Tomatoes, il che indica un grande successo di critica.

## Citazioni e omaggi
Nella quarta puntata della 9ª serie dei Simpson, intitolata La Paura fa novanta VIII, c'è un omaggio a questo film. A essere trasformato in uomo/mosca è Bart Simpson.
Un'altra parodia-omaggio al film avviene nel film Le follie dell'imperatore della Disney: quando Kuzco si trova nella giungla, in una scena del film, nota una mosca che grida invano aiuto dopo che, intrappolata in una tela di ragno, sta per essere da questo divorata; chiaro riferimento al finale del noto film horror.

## Trilogia deLa mosca
- L'esperimento del dottor K. (The Fly, 1958) con Vincent Price
- La vendetta del dottor K. (Return of the Fly, 1959) con Vincent Price
- La maledizione della mosca (Curse of the Fly, 1965) di Don Sharp

## Remake
- La mosca (The Fly, 1986) di David Cronenberg con Jeff Goldblum e Geena Davis
- La mosca 2 (The Fly II, 1989) di Chris Walas che nel film di Cronenberg era il truccatore, con Eric Stoltz